# East of England
East of England – jeden z dziewięciu regionów Anglii, obejmujący Anglię Wschodnią oraz przyległe hrabstwa. Zajmuje powierzchnię 19 108 km² (15% terytorium Anglii), w 2021 roku zamieszkany był przez 6 348 100 osób (11% ludności Anglii).
Największe miasta regionu to Luton (liczba mieszkańców w 2011 r. – 211 228), Norwich (186 682), Southend-on-Sea (175 547), Peterborough (161 707), Cambridge (145 818), Ipswich (144 957), Watford (131 982), Colchester (119 441), Chelmsford (110 507) i Basildon (107 123).

## Podział terytorialny
Region East of England obejmuje sześć hrabstw ceremonialnych. Podzielony jest na 11 jednostek administracyjnych niższego rzędu: 5 hrabstw niemetropolitalnych i 6 jednostek typu unitary authority.

Podział administracyjny regionu East of England (legenda: patrz tabela obok)

| Nr na mapie | Hrabstwo ceremonialne | Hrabstwo niemetropolitalne           | Dystrykt niemetropolitalny           |
| Nr na mapie | Hrabstwo ceremonialne | lub jednostka typu unitary authority | lub jednostka typu unitary authority |
| ----------- | --------------------- | ------------------------------------ | ------------------------------------ |
| 1           | Essex                 | Thurrock                             | Thurrock                             |
| 2           | Essex                 | Southend-on-Sea                      | Southend-on-Sea                      |
| 3a          | Essex                 | Essex                                | Harlow                               |
| 3b          | Essex                 | Essex                                | Epping Forest                        |
| 3c          | Essex                 | Essex                                | Brentwood                            |
| 3d          | Essex                 | Essex                                | Basildon                             |
| 3e          | Essex                 | Essex                                | Castle Point                         |
| 3f          | Essex                 | Essex                                | Rochford                             |
| 3g          | Essex                 | Essex                                | Maldon                               |
| 3h          | Essex                 | Essex                                | Chelmsford                           |
| 3i          | Essex                 | Essex                                | Uttlesford                           |
| 3j          | Essex                 | Essex                                | Braintree                            |
| 3k          | Essex                 | Essex                                | Colchester                           |
| 3l          | Essex                 | Essex                                | Tendring                             |
| 4a          | Hertfordshire         | Hertfordshire                        | Three Rivers                         |
| 4b          | Hertfordshire         | Hertfordshire                        | Watford                              |
| 4c          | Hertfordshire         | Hertfordshire                        | Hertsmere                            |
| 4d          | Hertfordshire         | Hertfordshire                        | Welwyn Hatfield                      |
| 4e          | Hertfordshire         | Hertfordshire                        | Broxbourne                           |
| 4f          | Hertfordshire         | Hertfordshire                        | East Hertfordshire                   |
| 4g          | Hertfordshire         | Hertfordshire                        | Stevenage                            |
| 4h          | Hertfordshire         | Hertfordshire                        | North Hertfordshire                  |
| 4i          | Hertfordshire         | Hertfordshire                        | St Albans                            |
| 4j          | Hertfordshire         | Hertfordshire                        | Dacorum                              |
| 5           | Bedfordshire          | Luton                                | Luton                                |
| 6           | Bedfordshire          | Bedford                              | Bedford                              |
| 7           | Bedfordshire          | Central Bedfordshire                 | Central Bedfordshire                 |
| 8a          | Cambridgeshire        | Cambridgeshire                       | Cambridge                            |
| 8b          | Cambridgeshire        | Cambridgeshire                       | South Cambridgeshire                 |
| 8c          | Cambridgeshire        | Cambridgeshire                       | Huntingdonshire                      |
| 8d          | Cambridgeshire        | Cambridgeshire                       | Fenland                              |
| 8e          | Cambridgeshire        | Cambridgeshire                       | East Cambridgeshire                  |
| 9           | Cambridgeshire        | Peterborough                         | Peterborough                         |
| 10a         | Norfolk               | Norfolk                              | Norwich                              |
| 10b         | Norfolk               | Norfolk                              | South Norfolk                        |
| 10c         | Norfolk               | Norfolk                              | Great Yarmouth                       |
| 10d         | Norfolk               | Norfolk                              | Broadland                            |
| 10e         | Norfolk               | Norfolk                              | North Norfolk                        |
| 10f         | Norfolk               | Norfolk                              | Breckland                            |
| 10g         | Norfolk               | Norfolk                              | King's Lynn and West Norfolk         |
| 11a         | Suffolk               | Suffolk                              | Ipswich                              |
| 11b         | Suffolk               | Suffolk                              | East Suffolk                         |
| 11c         | Suffolk               | Suffolk                              | Mid Suffolk                          |
| 11d         | Suffolk               | Suffolk                              | Babergh                              |
| 11e         | Suffolk               | Suffolk                              | West Suffolk                         |